# شاهین ایر
شاهین ایر (به انگلیسی: Shaheen Air) یک شرکت هواپیمایی با کد یاتا NL است که در تاریخ ۱۹۹۳ میلادی تأسیس شده و در تاریخ ۲۵ اکتبر ۱۹۹۴ فعالیتش را آغاز کرده‌است. دفتر مرکزی شاهین ایر در کراچی، پاکستان واقع شده‌است و قطب این شرکت هواپیمایی در فرودگاه بین‌المللی جناح قرار دارد و به ۲۱ مقصد، پرواز مستقیم انجام می‌دهد.